# Журавлёв, Александр Александрович (реставратор)
Александр Александрович Журавлёв (25 августа 1943 года — 27 декабря 2009 года, Санкт-Петербург) — реставратор высшей категории, член Мирового совета янтаря, член Союза художников России, руководитель проекта восстановления Янтарной комнаты в Екатерининском дворце.

## Творческая деятельность
Сумел убедить сначала советскую власть, а затем правительство России в необходимости воссоздания Янтарной комнаты. В период с 1981 по 1997 год руководил работами по воссозданию Янтарной комнаты. В процессе реставрации янтарного шедевра заново открыл древний секрет окраски солнечного камня, казалось бы, утраченный навсегда. Единственный в мире мастер, в совершенстве владеющий техникой колорирования. По его собственным словам, покрасить янтарь так же сложно, как прокрасить кусочек стекла. Ему это оказалось под силу.
Вместе с группой реставраторов Александр Журавлёв воссоздавал янтарные изделия из коллекций Государственного Эрмитажа, Оружейной палаты. Принимал деятельное участие в воссоздании убранства храма Илии Пророка на Пороховых. Его руками для храма были выполнены киот с янтарным обрамлением для иконы Владимирской Божией Матери, отреставрированы потиры. Один из потиров был украшен авторскими янтарными медальонами. Автор проекта напольного киота иконы св. страстотерпцев Николая и Алексея в Казанском соборе Санкт-Петербурга. Автор напольного киота для иконы Царственных страстотерпцев, находящейся на «Царском месте» в Казанском соборе Санкт-Петербурга. Последние годы был художественным руководителем частной галереи «Янтарный дом», где создал янтарное панно «Русь» — второе по величине произведение из янтаря в мире, выполненное в уникальной авторской технике — синтез флорентийской мозаики и янтарного набора. Последняя работа мастера — портрет императора Александра II. В память выдающегося мастера в июле 2018 года в Екатерининском парке рядом с Чугунной беседкой был посажен мемориальный дуб и установлена памятная табличка.

## Публикации
- Журавлёв А. А. Жизнь в янтарном свете / Калининградский областной музей янтаря. — Калининград, 2013. — 176 с.: ил. — (Серия «Янтарных дел мастера»)ISBN 978-5-903920-23-5
- Журавлёв А. А Из истории реставрации Янтарной комнаты (опыт международных контактов) // Культурные ценности: возможности и перспективы общеевропейского сотрудничества. Материалы международной конференции «Культурное сотрудничество в Европе: проблемы сохранения и охраны культурных ценностей». — СПб. 12 мая 2003 г. М.2004. — С.277-281
- Журавлёв А. А. Реставрация и консервация произведений из янтаря XVII—XVIII веков // Балтийский янтарь в собрании Эрмитажа. Каталог выставки. -СПб., 2002. — С.20-31
- Журавлёв А. А. Концепция воссоздания янтарной комнаты. 25-летний опыт реставрационной работы с коллекциями Оружейной палаты Московского кремля, Государственного Эрмитажа, Екатерининского Дворца // Янтарь в декоративном искусстве. Материалы Международной конференции, посвящённой воссозданию Янтарной комнаты в Царском Селе. 28-29 июля 2003 года. — СПб. 2003. — С.125-133.
- Журавлёв А. А. Роскошь джентльмена или янтарь в трубках // Мундштуки и трубки XVIII- начала XX веков из частных коллекций. Каталог выставки. — Калининград,2007. — С.5-9.
- Журавлёв А. А. Воссоздание янтарной комнаты. Формирование рабочего коллектива. История и опыт // Преемственность традиций художественной обработки янтаря. Проблема подготовки кадров. Материалы международной научно-практической конференции 21 октября 2005 г. — Калининград, 2006.- С.39-55.
- Журавлёв А. А. Мозаичные работы из колорированного янтаря // Янтарь Украины. Материалы первой международной конференции «Украинский янтарный мир». (Киев 17-21 октября 2007 г.). — Киев, 2008.- С.149-152
- Журавлёв А. А. Особенности реставрации и консервации произведений из янтаря XVII—XVIII веков, подвергшихся сильному разрушению и деструкции. Доклад на международном семинаре консервации янтарных исторических вещей и произведений искусства. // Session of the World Amber Counsil, 22-23 May 2009. P.41
- Журавлёв А. А. Реставрация и воссоздание янтарного набора предметов декоративно-прикладного искусства Сборник № 30. (соавт. Л. И. Скокова) //Территориальные элементные сметные нормы и единичные расценки на ремонтно-реставрационные работы. ТЕРрр-2001 СПб; ФСН-2001 (ТЭСНрр-2001 СПб) том IV. Министерство культуры РФ, Администрация СПб. — Санкт-Петербург, 2003.